# Campionato Europeo Velocità 2023
Il campionato Europeo Velocità 2023 è stato la quarantatreesima edizione della competizione motociclistica europea.

## Stagione
Questa edizione del campionato europeo si apre con un'importante novità regolamentareː le motociclette in configurazione Stock infatti, anziché gareggiare in pista con le Moto2 come in precedenza, prendono parte ad un campionato a sé. Il campionato delle Stock si svolge negli stessi fine settimana delle prove dei prototipi ma con un numero di gare diverse per Gran Premio. Laddove per le Moto2 sono previste gara uno e gara due in alcuni eventi, le stock hanno disputato un'unica gara per Gran Premio.
In Moto2 l'australiano Senna Agius, in forza al Liquy Moly Husqvarna Intact GP Junior Team, con tre vittorie nelle prime tre prove si porta al comando della classifica con ampio margine. Con la doppia vittoria ad Aragón Agius chiude anzitempo la contesa per il titolo a suo favore. Secondo posto all'insegna della costanza per Xavier Cardelús, Team Promoracing, che ottiene punti in tutte le gare previste e conquista la sua prima vittoria nel CEV in gara uno al Montmelò. Terzo posto per un esordienteː l'italiano Alberto Surra, in sella alla Boscoscuro del team Ciatti. Surra ottiene cinque piazzamenti a podio e chiude non molto distante da Cardelús. Tra i costruttori prevale nettamente Kalex che vince tutte le gare in programma, secondo posto per Boscoscuro cinque volte a podio con Surra. A questa edizione dell'europeo è iscritta anche la casa giapponese NTS con Héctor Garzó e il team MMR Racing. Garzó prende parte ai due Gran Premi di Valencia senza riuscire a scendere in pista in gara in entrambi.
Nella Stock lo spagnolo Dani Muñoz, SP57 Racing Team, con cinque vittorie e due secondi posti nelle sette gare previste, conquista il titolo già ad Aragón. Alle sue spalle, staccato di 35 punti, il connazionale Eric Fernández, FAU55 Tey Racing, che vince le restanti due prove. Terzo posto per il pilota Easy Race Team Marco García che conquista tre piazzamenti a podio in stagione. Miglior italiano è Dino Iozzo al quarto posto. Il titolo costruttori va a Yamaha, moto con cui gareggiano la quasi totalità dei piloti, che vince tutte le gare. Secondo posto per Kawasaki con cui Javier del Olmo raccoglie sei punti. Al Gran Premio finale di Valencia è iscritto il pilota cinese Li Shuai, con una Honda, ritiratosi dall'evento prima del termine delle qualifiche.

## Le Classi

### Moto2

#### Calendario
Fonte
| Nº | Data       | Gran Premio         | Circuito  | Giro più veloce | Vincitore Gara  | Leader del campionato |
| -- | ---------- | ------------------- | --------- | --------------- | --------------- | --------------------- |
| 1  | 7 maggio   | Portogallo          | Estoril   | Senna Agius     | Senna Agius     | Senna Agius           |
| 1  | 7 maggio   | Portogallo          | Estoril   | Senna Agius     | Senna Agius     | Senna Agius           |
| 2  | 21 maggio  | Comunità Valenciana | Valencia  | Senna Agius     | Senna Agius     | Senna Agius           |
| 3  | 4 giugno   | Andalusia           | Jerez     | Carlos Tatay    | Carlos Tatay    | Senna Agius           |
| 4  | 3 luglio   | Portogallo          | Portimão  | Senna Agius     | Senna Agius     | Senna Agius           |
| 4  | 3 luglio   | Portogallo          | Portimão  | Roberto García  | Senna Agius     | Senna Agius           |
| 5  | 17 luglio  | Catalogna           | Catalogna | Unai Orradre    | Xavier Cardelús | Senna Agius           |
| 5  | 17 luglio  | Catalogna           | Catalogna | Yeray Ruiz      | Unai Orradre    | Senna Agius           |
| 6  | 8 ottobre  | Aragona             | Aragón    | Senna Agius     | Senna Agius     | Senna Agius           |
| 6  | 8 ottobre  | Aragona             | Aragón    | Senna Agius     | Senna Agius     | Senna Agius           |
| 7  | 5 novembre | Comunità Valenciana | Valencia  | Senna Agius     | Senna Agius     | Senna Agius           |

#### Elenco partecipanti
| Nº | Pilota              | Squadra                                    | Motocicletta |
| -- | ------------------- | ------------------------------------------ | ------------ |
| 4  | Martin Vugrinec     | Fifty Motorsport                           | Kalex Moto2  |
| 6  | Jacopo Hosciuc      | Team MMR                                   | Kalex Moto2  |
| 8  | Marco Tapia         | Yamaha Philippines Stylobike Racing        | Kalex Moto2  |
| 9  | Charles Aubrie      | JEG Racing                                 | Kalex Moto2  |
| 11 | Unai Orradre        | STV Laglisse Racing                        | Kalex Moto2  |
| 12 | Borja Gómez         | Cardoso - Fantic Racing                    | Kalex Moto2  |
| 13 | Mattia Rato         | AGR Team                                   | Kalex Moto2  |
| 14 | Héctor Garzó        | NTS-MMR Racing                             | NTS NH7      |
| 18 | Xavier Cardelús     | Promoracing                                | Kalex Moto2  |
| 21 | Eduardo Montero     | STV Laglisse Racing                        | Kalex Moto2  |
| 23 | Niccolò Antonelli   | Team MMR                                   | Kalex Moto2  |
| 27 | Max Toth            | Team MMR                                   | Kalex Moto2  |
| 29 | Harrison Voight     | Yamaha Philippines Stylobike Racing        | Kalex Moto2  |
| 31 | Roberto García      | Cardoso - Fantic Racing                    | Kalex Moto2  |
| 32 | Kyle Paz            | Yamaha Philippines Stylobike Racing        | Kalex Moto2  |
| 33 | Filip Řeháček       | Cardoso - Fantic Racing                    | Kalex Moto2  |
| 35 | Sam Wilford         | AGR Team                                   | Kalex Moto2  |
| 38 | Juan Rodríguez      | MMG - Pinamoto                             | Boscoscuro   |
| 41 | Marc García         | Fifty Motorsport                           | Kalex Moto2  |
| 49 | Francesco Mongiardo | Team Ciatti - Boscoscuro                   | Boscoscuro   |
| 51 | Angelo Tagliarini   | Pasini Racing - Dodici Motorsport          | Boscoscuro   |
| 54 | Alberto Ferrández   | Finetwork MIR Junior Team                  | Boscoscuro   |
| 55 | Álex Toledo         | EasyRace Team                              | Boscoscuro   |
| 67 | Alberto Surra       | Team Ciatti - Boscoscuro                   | Boscoscuro   |
| 72 | Yeray Ruiz          | Fau55 Tey Racing                           | Kalex Moto2  |
| 74 | Piotr Biesiekirski  | Fau55 Tey Racing                           | Kalex Moto2  |
| 75 | Ivo Lopes           | EasyRace Team                              | Boscoscuro   |
| 77 | Mattia Volpi        | Team MMR                                   | Kalex Moto2  |
| 79 | Ai Ogura            | Idemitsu Honda Team Asia                   | Kalex Moto2  |
| 81 | Senna Agius         | Liqui Moly Husqvarna Intact GP Junior Team | Kalex Moto2  |
| 87 | Gerard Riu          | Promoracing                                | Kalex Moto2  |
| 98 | Chanon Inta         | SF Racing                                  | Kalex Moto2  |
| 99 | Carlos Tatay        | Pertamina Mandalika SAG Team               | Kalex Moto2  |

| Legenda            |
| ------------------ |
| Pilota wildcard    |
| Pilota sostitutivo |

#### Classifica piloti
| Pos. | Pilota              | Moto               | Portogallo (bandiera) | Portogallo (bandiera) | Comunità Valenciana (bandiera) | Andalusia (bandiera) | Portogallo (bandiera) | Portogallo (bandiera) | Catalogna (bandiera) | Catalogna (bandiera) | Aragona (bandiera) | Aragona (bandiera) | Comunità Valenciana (bandiera) | P.ti |
| ---- | ------------------- | ------------------ | --------------------- | --------------------- | ------------------------------ | -------------------- | --------------------- | --------------------- | -------------------- | -------------------- | ------------------ | ------------------ | ------------------------------ | ---- |
| 1    | Senna Agius         | Kalex              | 1                     | 1                     | 1                              | 3                    | 1                     | 1                     | [ 19 ]               | [ 19 ]               | 1                  | 1                  | 1                              | 216  |
| 2    | Xavier Cardelús     | Kalex              | 13                    | 2                     | 6                              | 5                    | 3                     | 2                     | 1                    | 3                    | 6                  | 8                  | 6                              | 149  |
| 3    | Alberto Surra       | Boscoscuro         | 4                     | 7                     | Rit                            | 7                    | 2                     | 5                     | 3                    | 2                    | 18                 | 2                  | 2                              | 138  |
| 4    | Mattia Rato         | Kalex              | 5                     | 4                     | 2                              | 4                    | 6                     | 8                     | 6                    | 4                    | 12                 | 11                 | 10                             | 113  |
| 5    | Roberto García      | Kalex              | Rit                   | Rit                   | 4                              | 6                    | 5                     | 3                     | 4                    | Rit                  | 2                  | 5                  | 4                              | 107  |
| 6    | Unai Orradre        | Kalex              | 12                    | Rit                   | 15                             | 8                    | 15                    | Rit                   | 2                    | 1                    | 4                  | 6                  | 3                              | 98   |
| 7    | Yeray Ruiz          | Kalex              | 6                     | 5                     | 5                              | 2                    | 9                     | 10                    | 5                    | Rit                  | Rit                | 7                  | 5                              | 96   |
| 8    | Álex Toledo         | Boscoscuro         | 7                     | 6                     | 10                             | 9                    | 8                     | 9                     | 10                   | 5                    | 10                 | Rit                |                                | 70   |
| 9    | Carlos Tatay        | Kalex              | 2                     | Rit                   | 3                              | 1                    | Rit                   | NP                    | Inf                  | Inf                  | Inf                | Inf                | Inf                            | 61   |
| 10   | Marco Tapia         | Kalex              | 10                    | NP                    | 9                              | 11                   | 4                     | 4                     | Rit                  | 9                    | 13                 | 12                 | 13                             | 60   |
| 11   | Niccolò Antonelli   | Kalex              | 8                     | 3                     | 8                              | Rit                  | 7                     | Rit                   | Rit                  | Rit                  | 7                  | Rit                |                                | 50   |
| 12   | Sam Wilford         | Kalex              | 11                    | 8                     | 11                             | 12                   | 11                    | 7                     | 8                    | Rit                  | 15                 | Rit                | 12                             | 50   |
| 13   | Francesco Mongiardo | Boscoscuro         | 18                    | Rit                   | 12                             | 10                   | 13                    | Rit                   | 7                    | 11                   | 8                  | 9                  | 8                              | 50   |
| 14   | Mattia Volpi        | Kalex              | 14                    | 10                    | Rit                            | 15                   | 10                    | 11                    | 12                   | 10                   | 9                  | 10                 | Rit                            | 43   |
| 15   | Piotr Biesiekirski  | Kalex              | [ 19 ]                | [ 19 ]                |                                | 14                   | Rit                   | 6                     | 9                    | 7                    | Rit                | Rit                | 7                              | 37   |
| 16   | Gerard Riu          | Kalex              | Rit                   | 13                    | 13                             | 13                   | 12                    | 12                    | 11                   | 8                    | 14                 | 15                 | Rit                            | 33   |
| 17   | Borja Gómez         | Kalex              |                       |                       |                                |                      |                       |                       |                      |                      | 3                  | 3                  | [ 19 ]                         | 32   |
| 18   | Harrison Voight     | Kalex              | 3                     | Rit                   | Rit                            | Rit                  | Rit                   | Rit                   | 13                   | 6                    | Rit                | 13                 | Rit                            | 32   |
| 19   | Alberto Ferrández   | Boscoscuro         |                       |                       |                                |                      |                       |                       |                      |                      | 5                  | 4                  | 9                              | 31   |
| 20   | Juan Rodríguez      | Kalex e Boscoscuro | 9                     | 9                     | 7                              | Rit                  |                       |                       |                      |                      |                    |                    |                                | 23   |
| 21   | Kyle Paz            | Kalex              | 15                    | 11                    | 14                             | [ 19 ]               | 14                    | 14                    | 14                   | 12                   | Rit                | Rit                | 14                             | 20   |
| 22   | Jacopo Hosciuc      | Kalex              |                       |                       |                                |                      |                       |                       |                      |                      | 11                 | 14                 | [ 19 ]                         | 7    |
| 23   | Ivo Lopes           | Boscoscuro         |                       |                       |                                |                      |                       |                       |                      |                      |                    |                    | 11                             | 5    |
| 24   | Martin Vugrinec     | Kalex              | Rit                   | 12                    | [ 19 ]                         |                      |                       |                       |                      |                      |                    |                    |                                | 4    |
| 25   | Filip Řeháček       | Kalex              | 16                    | Rit                   | 16                             | 16                   | 17                    | 16                    | 16                   | 13                   | 17                 | 17                 | 15                             | 4    |
| 26   | Max Toth            | Kalex              | Rit                   | Rit                   | Rit                            | Rit                  | 16                    | 13                    | 15                   | Rit                  |                    |                    |                                | 4    |
| 27   | Chanon Inta         | Kalex              | 17                    | 14                    | 18                             | Rit                  | 18                    | 18                    | Rit                  | 15                   | 19                 | 18                 | Rit                            | 3    |
| 28   | Charles Aubrie      | Kalex              | NQ                    | NQ                    | 19                             | NQ                   | 19                    | 17                    | 17                   | 14                   | Rit                | Rit                | NQ                             | 2    |
| 29   | Eduardo Montero     | Kalex              | Rit                   | Rit                   | [ 19 ]                         | [ 19 ]               | 20                    | 15                    | Rit                  | Rit                  | 16                 | 16                 | SQ                             | 1    |
| NC   | Marc García         | Kalex              |                       |                       | 17                             |                      |                       |                       |                      |                      |                    |                    |                                | 0    |
| -    | Angelo Tagliarini   | Boscoscuro         | [ 19 ]                | [ 19 ]                | NP                             |                      |                       |                       |                      |                      |                    |                    |                                | 0    |
| -    | Héctor Garzó        | NTS                |                       |                       | [ 19 ]                         |                      |                       |                       |                      |                      |                    |                    | NP                             | 0    |
| -    | Ai Ogura            | Kalex              |                       |                       | [ 19 ]                         |                      |                       |                       |                      |                      |                    |                    |                                | 0    |
| Pos. | Pilota              | Moto               | Portogallo (bandiera) | Portogallo (bandiera) | Comunità Valenciana (bandiera) | Andalusia (bandiera) | Portogallo (bandiera) | Portogallo (bandiera) | Catalogna (bandiera) | Catalogna (bandiera) | Aragona (bandiera) | Aragona (bandiera) | Comunità Valenciana (bandiera) | P.ti |

| Legenda | 1º posto        | 2º posto            | 3º posto           | A punti      | Senza punti        | Grassetto – Pole position Corsivo – Giro più veloce |
| Legenda | Gara non valida | Non qual./Non part. | Ritirato/Non class | Squalificato | '-' Dato non disp. | Grassetto – Pole position Corsivo – Giro più veloce |

#### Classifica costruttori
| Pos. | Costruttore | Portogallo (bandiera) | Portogallo (bandiera) | Comunità Valenciana (bandiera) | Andalusia (bandiera) | Portogallo (bandiera) | Portogallo (bandiera) | Catalogna (bandiera) | Catalogna (bandiera) | Aragona (bandiera) | Aragona (bandiera) | Comunità Valenciana (bandiera) | P.ti |
| ---- | ----------- | --------------------- | --------------------- | ------------------------------ | -------------------- | --------------------- | --------------------- | -------------------- | -------------------- | ------------------ | ------------------ | ------------------------------ | ---- |
| 1    | Kalex       | 1                     | 1                     | 1                              | 1                    | 1                     | 1                     | 1                    | 1                    | 1                  | 1                  | 1                              | 275  |
| 2    | Boscoscuro  | 4                     | 6                     | 10                             | 7                    | 2                     | 5                     | 3                    | 2                    | 5                  | 2                  | 2                              | 156  |
| NC   | NTS         |                       |                       | [ 19 ]                         |                      |                       |                       |                      |                      |                    |                    | NP                             | 0    |

### Stock

#### Calendario
Fonte
Dove non indicata la nazionalità, si intende pilota spagnolo.
| Nº | Data       | Gran Premio         | Circuito  | Giro più veloce | Vincitore Gara | Leader del campionato |
| -- | ---------- | ------------------- | --------- | --------------- | -------------- | --------------------- |
| 1  | 7 maggio   | Portogallo          | Estoril   | Dani Muñoz      | Dani Muñoz     | Dani Muñoz            |
| 2  | 21 maggio  | Comunità Valenciana | Valencia  | Dani Muñoz      | Dani Muñoz     | Dani Muñoz            |
| 3  | 4 giugno   | Andalusia           | Jerez     | Eric Fernández  | Eric Fernández | Dani Muñoz            |
| 4  | 3 luglio   | Portogallo          | Portimão  | Dani Muñoz      | Dani Muñoz     | Dani Muñoz            |
| 5  | 17 luglio  | Catalogna           | Catalogna | Dani Muñoz      | Dani Muñoz     | Dani Muñoz            |
| 6  | 8 ottobre  | Aragona             | Aragón    | Eric Fernández  | Eric Fernández | Dani Muñoz            |
| 7  | 5 novembre | Comunità Valenciana | Valencia  | Eric Fernández  | Dani Muñoz     | Dani Muñoz            |

#### Elenco partecipanti
Tutti i piloti che prendono parte a questo campionato, tranne Javier del Olmo che partecipa con una Kawasaki e Li Shuani con una Honda, utilizzano motociclette Yamaha.
| Nº | Pilota              | Squadra                    |
| -- | ------------------- | -------------------------- |
| 3  | Pasquale Alfano     | Fifty Motorsport           |
| 3  | Pasquale Alfano     | MMG-Pinamoto RS            |
| 4  | Eric Fernández      | Fau55 Tey Racing           |
| 6  | Jacopo Hosciuc      | MMG-Pinamoto RS            |
| 8  | Marco García        | EasyRace Team              |
| 10 | Guillermo Moreno    | Fau55 Tey Racing           |
| 11 | Iker García         | Yamaha GV Stratos          |
| 13 | Dino Iozzo          | IUM Motorsport             |
| 17 | Dani Muñoz          | SP57 Racing Team           |
| 19 | Li Shuai            | STV Laglisse Racing        |
| 21 | Daniel Brooks       | Yamaha GV Stratos          |
| 22 | Decla van Rosmalen  | IUM Motorsport             |
| 23 | Álex Millán         | Fifty Motorsport           |
| 23 | Álex Millán         | SuperHugo44 Team           |
| 24 | Maxi Rocha          | Yamaha GV Stratos          |
| 25 | Bence Kecskes       | MDR Competición            |
| 29 | Kike Ferrer         | Yamaha GV Stratos          |
| 30 | Gianpaolo Vittorini | Cardoso - Fantic Racing    |
| 34 | Britanni Vaccarino  | Frando Racing VHC Team     |
| 37 | Corey Tinker        | EasyRace Team              |
| 38 | Juan Rodríguez      | Yamaha GV Stratos          |
| 44 | Adrián Rodríguez    | EasyRace Team              |
| 58 | José Luis Armario   | SuperHugo44 Team           |
| 61 | Javier del Olmo     | Kawasaki Palmeto PL Racing |
| 64 | Nazareno Gómez      | AC Racing Team             |
| 69 | Archie McDonald     | MRE Talent                 |
| 73 | Gonçalo Ribeiro     | LST Motorsport             |
| 74 | Carter Brown        | CF Motorsport              |
| 82 | Mario Mayor         | Yamaha GV Stratos          |
| 84 | Juanes Rivera       | MMG-Pinamoto RS            |
| 85 | Mateusz Hulewicz    | MMG-Pinamoto RS            |
| 86 | Kylian Nestola      | Fau55 Tey Racing           |
| 91 | Mihail Florov       | Yamaha GV Stratos          |
| 91 | Mihail Florov       | Hela Motor Sport Bulgaria  |
| 95 | Borja Jiménez       | Fau55 Tey Racing           |
| 99 | Jack Bednarek       | CF Motorsport              |

| Legenda            |
| ------------------ |
| Pilota wildcard    |
| Pilota sostitutivo |

#### Classifica piloti
| Pos. | Pilota              | Portogallo (bandiera) | Comunità Valenciana (bandiera) | Andalusia (bandiera) | Portogallo (bandiera) | Catalogna (bandiera) | Aragona (bandiera) | Comunità Valenciana (bandiera) | P.ti |
| ---- | ------------------- | --------------------- | ------------------------------ | -------------------- | --------------------- | -------------------- | ------------------ | ------------------------------ | ---- |
| 1    | Dani Muñoz          | 1                     | 1                              | 2                    | 1                     | 1                    | 2                  | 1                              | 165  |
| 2    | Eric Fernández      | Rit                   | 2                              | 1                    | 2                     | 2                    | 1                  | 2                              | 130  |
| 3    | Marco García        | 2                     | 7                              | 4                    | 3                     | 4                    | 5                  | 3                              | 98   |
| 4    | Dino Iozzo          | Rit                   | 3                              | 3                    | 7                     | 3                    | 3                  | Rit                            | 73   |
| 5    | Archie McDonald     | 6                     | 4                              | 6                    | 4                     | 8                    | 7                  | 7                              | 72   |
| 6    | Mario Mayor         | 4                     | 8                              | 5                    | 6                     | 20                   | 6                  | 5                              | 63   |
| 7    | Ádrian Rodríguez    | 5                     | 5                              | 13                   | 8                     | 5                    | 11                 | 4                              | 62   |
| 8    | Álex Millán         | 3                     | 6                              | Rit                  | 5                     | 6                    | Rit                | 9                              | 54   |
| 9    | Guillermo Moreno    | 9                     | 10                             | 9                    | 15                    | 10                   | 9                  | 11                             | 39   |
| 10   | Corey Tinker        | 7                     | 9                              | 7                    | 14                    | Rit                  |                    |                                | 27   |
| 11   | Maxi Rocha          | 8                     | 13                             | 11                   | 10                    | 11                   |                    |                                | 27   |
| 12   | José Luis Arnario   |                       |                                |                      |                       | 12                   | 8                  | 6                              | 22   |
| 13   | Daniel Brooks       |                       | 11                             | [ 19 ]               | 12                    | 13                   | 10                 | 12                             | 22   |
| 14   | Kylian Nestola      | 11                    | 12                             | Rit                  | 19                    | 17                   | 12                 | 10                             | 19   |
| 15   | Jacopo Hosciuc      | [ 19 ]                | [ 19 ]                         | 8                    | 9                     | Rit                  |                    |                                | 27   |
| 16   | Juan Rodríguez      |                       |                                |                      |                       |                      | 4                  |                                | 13   |
| 17   | Carter Brown        | Rit                   | Rit                            | 17                   | 13                    | 9                    | NP                 | Rit                            | 10   |
| 18   | Borja Jiménez       |                       |                                |                      |                       | 7                    | Rit                | Rit                            | 9    |
| 19   | Iker García         |                       |                                |                      |                       |                      |                    | 8                              | 8    |
| 20   | Pasquale Alfano     | [ 19 ]                |                                |                      | 11                    | 14                   |                    |                                | 7    |
| 21   | Gonçalo Ribeiro     | 13                    | 18                             | 12                   | Rit                   | NP                   | 20                 |                                | 7    |
| 22   | Mateusz Huewicz     | Rit                   | 14                             | Rit                  | 16                    | 15                   | 15                 | 13                             | 7    |
| 23   | Juanes Rivera       |                       |                                | 10                   |                       |                      |                    |                                | 6    |
| 24   | Mihail Florov       | 10                    | 16                             |                      |                       |                      | 16                 |                                | 6    |
| 25   | Javier del Olmo     | 14                    | 15                             | 15                   | 17                    | 16                   | 14                 | Rit                            | 6    |
| 26   | Jack Bednarek       | 12                    |                                | 16                   | Rit                   | 18                   | 17                 |                                | 4    |
| 27   | Bence Kecskes       |                       |                                |                      |                       |                      | 13                 |                                | 3    |
| 28   | Nazareno Gómez      | 15                    | 17                             | 14                   | 18                    | 19                   |                    |                                | 3    |
| 29   | Declan van Rosmalen |                       |                                |                      |                       |                      |                    | 14                             | 2    |
| 30   | Britanni Vaccarino  |                       |                                |                      |                       |                      | 18                 | 15                             | 1    |
| NC   | Gianpaolo Vittorini |                       |                                |                      |                       |                      | 19                 |                                | 0    |
| -    | Kike Ferrer         |                       |                                |                      |                       | 21                   | NP                 |                                | 0    |
| -    | Li Shuei            |                       |                                |                      |                       |                      |                    | [ 19 ]                         | 0    |
| Pos. | Pilota              | Portogallo (bandiera) | Comunità Valenciana (bandiera) | Andalusia (bandiera) | Portogallo (bandiera) | Catalogna (bandiera) | Aragona (bandiera) | Comunità Valenciana (bandiera) | P.ti |

| Legenda | 1º posto        | 2º posto            | 3º posto           | A punti      | Senza punti        | Grassetto – Pole position Corsivo – Giro più veloce |
| Legenda | Gara non valida | Non qual./Non part. | Ritirato/Non class | Squalificato | '-' Dato non disp. | Grassetto – Pole position Corsivo – Giro più veloce |

#### Classifica costruttori
| Pos. | Costruttore | Portogallo (bandiera) | Comunità Valenciana (bandiera) | Andalusia (bandiera) | Portogallo (bandiera) | Catalogna (bandiera) | Aragona (bandiera) | Comunità Valenciana (bandiera) | P.ti |
| ---- | ----------- | --------------------- | ------------------------------ | -------------------- | --------------------- | -------------------- | ------------------ | ------------------------------ | ---- |
| 1    | Yamaha      | 1                     | 1                              | 1                    | 1                     | 1                    | 1                  | 1                              | 175  |
| 2    | Kawasaki    | 14                    | 15                             | 15                   | 17                    | 16                   | 14                 | Rit                            | 6    |
| NC   | Honda       |                       |                                |                      |                       |                      |                    | [ 19 ]                         | 0    |

## Sistema di punteggio
| Pos.  | 1  | 2  | 3  | 4  | 5  | 6  | 7 | 8 | 9 | 10 | 11 | 12 | 13 | 14 | 15 | 16> |
| Punti | 25 | 20 | 16 | 13 | 11 | 10 | 9 | 8 | 7 | 6  | 5  | 4  | 3  | 2  | 1  | 0   |